# Абдалла бін Ібрагім Афіф ад-Дін Ефенді
'Абд Аллаг бін Ібрагім 'Афіф ад-Дін Ефенді (араб. عبد الله بن إبراهيم عفيف الدين أفندي; 1640) — суддя в Кафі, згодом суфій.
Син відомого кримськотатарського містика, що мешкав у Стамбулі, Ібрагіма аль-Киримі. За протекції Мурада III повернувся до Криму де зайняв пост судді в Кафі. Згодом вирушив у хадж, після якого повернувшись заснував власну обитель (завійя) поблизу Кафи й присвятив себе суфійській практиці.